# Krister Gierow

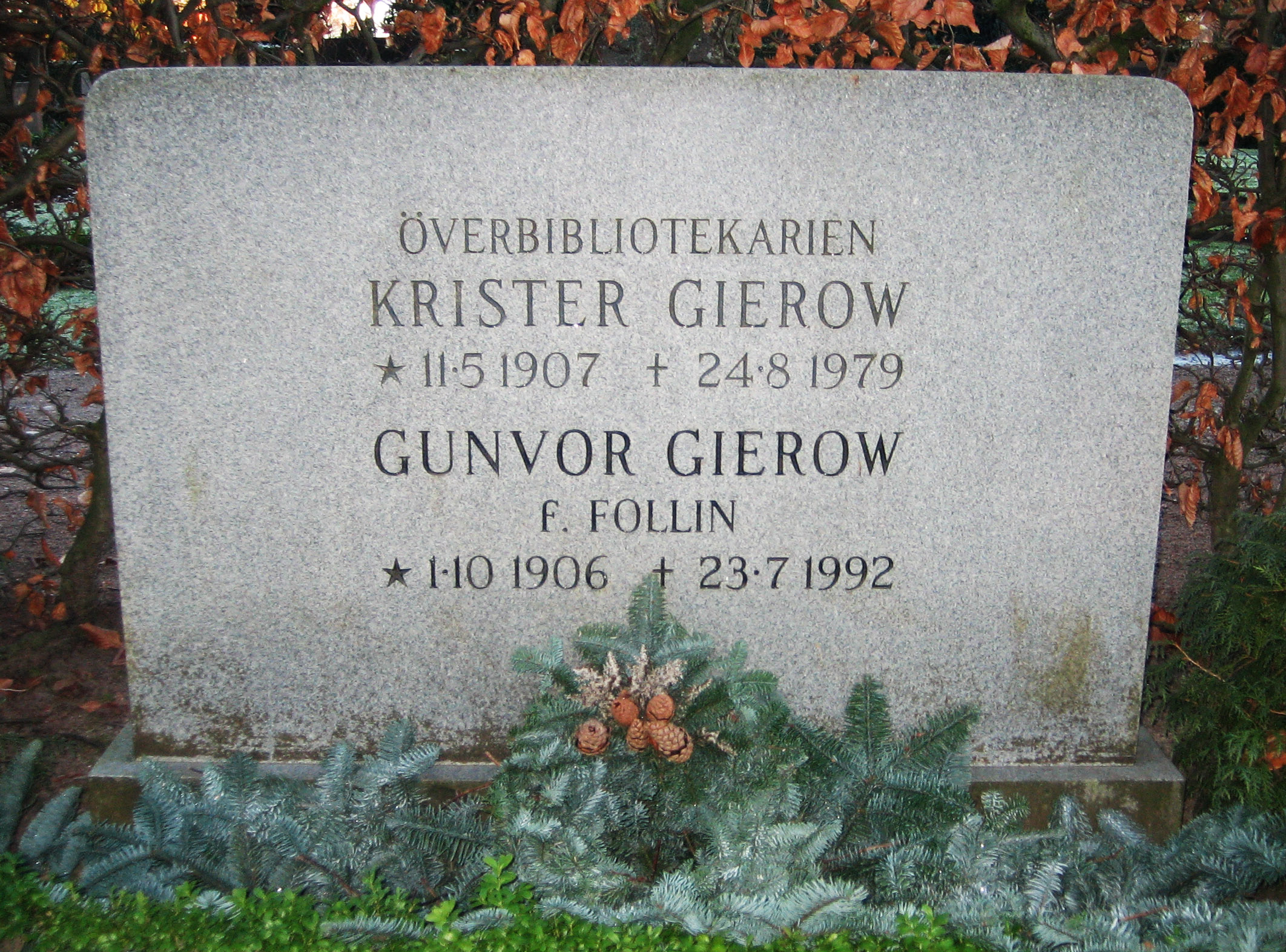
Krister Gierows grav på Norra kyrkogården i Lund.

Krister Adolf Gierow, född den 11 maj 1907 i Helsingborg, död den 24 augusti 1979 i Lund, var en svensk teolog och biblioteksman.
Krister Gierow utbildade sig vid Lunds universitet, där han avlade filosofie kandidatexamen 1929, teologie kandidatexamen 1934 och teologie licentiatexamen 1938. Han var ordförande i Lunds studentkår 1936. Gierow blev amanuens vid Lunds universitetsbibliotek 1934 (extra ordinarie 1932), andre bibliotekarie där 1940 och förste bibliotekarie 1948. Han promoverades till teologie doktor sistnämnda år. Gierow var stadsbibliotekarie i Stockholm 1953–1955 och Lunds universitetsbiblioteks överbibliotekarie 1955–1973. Han invaldes som ledamot av Vetenskapssocieteten i Lund 1956, av Humanistiska vetenskapssamfundet i Lund 1957 och av Samfundet för utgivande av handskrifter rörande Skandinaviens historia 1959. Gierow publicerade Den evangeliska bönelitteraturen i Danmark 1526–1575 (doktorsavhandling 1948), Sveriges pappersbruksförbund 1907–1957 (1957), Lunds universitets historia III 1790–1867 (1971), bibliografiska arbeten, artiklar i Svensk uppslagsbok, Lunds stifts herdaminne, tidskrifter och dagspress.
Krister Gierow var son till Arvid Gierow. Han var gift med Gunvor Gierow, född Follin (1906–1992). Makarna var föräldrar till Pär Göran Gierow. De ligger begravna på Norra kyrkogården i Lund.